# غلاسكو الجنوبية (دائرة انتخابية في المملكة المتحدة)
غلاسكو الجنوبية  (بالإنجليزية: Glasgow South)‏ هي إحدى الدوائر الانتخابية في المملكة المتحدة الممثلة في مجلس العموم في برلمان المملكة المتحدة.
عضو البرلمان الذي يمثلها حالياً هو :Mr Tom Harris (Lab).